# Каарле Маккалох
Каарле Маккалох  (англ. Kaarle McCulloch, 20 січня 1988) — австралійська велогонщиця, олімпійська медалістка.

## Виступи на Олімпіадах
| Олімпіада   | Дисципліна       | Місце |
| ----------- | ---------------- | ----- |
| Лондон 2012 | командний спринт | 3     |